# Transporte público de Castellón

## TRAM Transporte Metropolitano de la Plana

### Líneas
| Línea | Recorrido                         | Horario y frecuencia Lunes a viernes lectivos UJI (De septiembre a junio) | Horario y frecuencia Lunes a viernes no-lectivos UJI (De septiembre a junio) | Horario y frecuencia Sábados, domingos y festivos (De septiembre a junio) | Horario y frecuencia Lunes a viernes (julio y agosto) | Horario y frecuencia Domingos y festivos (julio y agosto) |
| ----- | --------------------------------- | ------------------------------------------------------------------------- | ---------------------------------------------------------------------------- | ------------------------------------------------------------------------- | ----------------------------------------------------- | --------------------------------------------------------- |
|       | Univ. Jaume I - Grao de Castellón | 7:30 a 9:30 - 5' 9:30 a 22:30 - 8'                                        | 7:30 a 22:30 15'                                                             | 7:30 a 22:00 30'                                                          | 7:30 a 22:30 15'                                      | 7:30 a 22:00 30'                                          |

## Bus

### Líneas urbanas
La capital de la Plana posee 18 líneas de autobús urbano, gestionadas por la empresa Transport Urbà de Castelló (TUCS), que antes era Autotransportes Colectivos Castellonenses SA (ACCSA).
| Línea | Recorrido                                             | Horario de lunes a viernes e intervalo de paso                                      | Horario de sábado e intervalo de paso                                                | Horario de domingos y festivos e intervalo de paso                                   |
| ----- | ----------------------------------------------------- | ----------------------------------------------------------------------------------- | ------------------------------------------------------------------------------------ | ------------------------------------------------------------------------------------ |
|       | Polideportivo Ciudad de Castellón Hospital General    | 07:00 a 21:45 / 07:00 a 22:15 cada 15 minutos                                       | 07:00 a 21:40 / 07:10 a 22:15 cada 20 minutos (También de lunes a viernes en agosto) | 07:00 a 21:30 / 07:30 a 22:15 cada 30 minutos                                        |
|       | Polideportivo Ciudad de Castellón Hospital General    | 07:05 a 20:45 / 07:35 a 21:15 cada 20 minutos                                       | 07:10 a 20:40 / 07:40 a 21:10 cada 30 minutos                                        | No circula                                                                           |
|       | Basílica del Lledó Hospital La Magdalena              | 07:00 a 21:00 / 07:00 a 21:30 cada 30 minutos                                       | 09:00 a 21:00 / 09:30 a 21:30 cada 60 minutos                                        | 09:00 a 21:00 / 09:30 a 21:30 cada 60 minutos                                        |
|       | Grupo Grapa Cuadra Morterás                           | 07:00 a 22:00 / 07:10 a 22:30 cada 20 minutos                                       | 07:00 a 22:00 / 07:10 a 22:30 cada 20 minutos                                        | 08:00 a 22:00 / 08:30 a 22:30 cada 60 minutos                                        |
|       | Paseo Ribalta Basílica del Lledó                      | No circula                                                                          | 16:45 / 18:00 (invierno) 17:45 / 19:00 (verano)                                      | 10:30 / 12:30                                                                        |
|       | Paseo Ribalta Benadresa                               | 07:10 a 21:30 / 07:00 a 21:20 cada 20 minutos                                       | 07:00 a 21:00 / 07:00 a 21:00 cada 30 minutos (También de lunes a viernes en agosto) | 07:00 a 21:00 / 07:00 a 21:00 cada 30 minutos (También de lunes a viernes en agosto) |
|       | Montaña Grupos                                        | 07:15 a 22:15 / 07:00 a 22:30 cada 30 minutos                                       | 07:00 a 21:40 / 07:40 a 22:20 cada 80 minutos                                        | 07:00 a 21:40 / 07:40 a 22:20 cada 80 minutos                                        |
|       | Hospital General Circular                             | 07:00 a 22:00 cada 30 minutos                                                       | 07:00 a 22:00 cada 60 minutos                                                        | 07:00 a 22:00 cada 60 minutos                                                        |
|       | Estación Intermodal Grupo Grapa                       | 07:00 a 22:00 / 07:20 a 22:20 cada 20 minutos                                       | 07:20 a 21:20 / 07:40 a 21:40 cada 40 minutos                                        | 07:20 a 21:20 / 07:40 a 21:40 cada 40 minutos                                        |
|       | Tetuán / Ciudad Deportiva Chencho Grupo San Lorenzo   | 07:00 a 22:20 / 07:00 a 22:20 cada 20 minutos                                       | 07:00 a 22:30 / 07:15 a 22:15 cada 30 minutos                                        | 07:00 a 22:00 / 07:30 a 21:30 cada 60 minutos                                        |
|       | Rafalafena Universidad Jaume I                        | 07:00 a 22:00 / 07:30 a 22:00 cada 30 minutos                                       | 07:30 a 21:30 / 08:00 a 22:00 cada 60 minutos (También de lunes a viernes en agosto) | 07:30 a 21:30 / 08:00 a 22:00 cada 60 minutos                                        |
|       | Comisaría de Policía Universidad Jaume I              | 07:30 a 22:10 / 08:05 a 22:25 cada 20 minutos                                       | 07:00 a 21:00 / 07:35 a 21:35 cada 60 minutos                                        | 07:00 a 21:00 / 07:35 a 21:35 cada 60 minuts                                         |
|       | Paseo Ribalta Nuevo Cementerio                        | 09:45, 11:00, 16:00 y 17:00 / 10:30, 12:00, 16:30 y 18:00 (Solo circula los martes) | 09:45 y 11:00 / 10:30 y 12:30                                                        | No circula                                                                           |
|       | Poliderpotivo Ciudad de Castellón Universidad Jaime I | 07:10 a 21:50 / 07:40 a 22:20 cada 20 minutos                                       | No circula                                                                           | No circula                                                                           |
|       | Hospital General Estepark                             | 07:20 a 22:15 / 07:00 a 22:00 cada 20 minutos                                       | 07:30 a 22:15 / 07:15 a 22:00 cada 30 minutos                                        | 07:30 a 22:15 / 07:15 a 22:00 cada 30 minutos                                        |
|       | Plaza de la Independencia Mercado del Lunes           | 08:00 a 13:00 / 08:30 a 13:30 cada 60 minutos (Solo circula los lunes)              | No circula                                                                           | No circula                                                                           |
|       | Hospital General Circular                             | 07:00 a 22:00 cada 30 minutos                                                       | 07:00 a 22:00 cada 60 minutos                                                        | 07:00 a 22:00 cada 60 minutos                                                        |

* La última salida siempre se realiza en sentido de vuelta, a excepción de las líneas circulares, donde se realiza desde el inicio de la línea

### Líneas interurbanas
| Línea                                  | Origen             | Destino            | Horarios | Frec. de paso                                                                                 |
| -------------------------------------- | ------------------ | ------------------ | --- | --------------------------------------------------------------------------------------------- |
| -                                      | -                  | -                  | - | -                                                                                             |
| -                                      | -                  | -                  | - | -                                                                                             |
| Castellón - Almazora                   | Plaza Borrull      | Plaza Santa Isabel | lunes a sábado: 7:00 a 21:30 domingos y festivos (mañanas): 7:30 a 14:30 domingos y festivos (tardes): 15:00 a 20:00 | 30 minutos 60 minutos 30 minutos                                                              |
| Castellón - Almazora                   | Plaza Santa Isabel | Plaza Borrull      | lunes a sábado: 7:00 a 22:00 domingos y festivos (mañanas): 8:00 a 15:00 domingos y festivos (tardes): 15:30 a 20:00 | 30 minutos 60 minutos 30 minutos                                                              |
| -                                      | -                  | -                  | - | -                                                                                             |
| -                                      | -                  | -                  | - | -                                                                                             |
| -                                      | -                  | -                  | - | -                                                                                             |
| -                                      | -                  | -                  | - | -                                                                                             |
| Castellón - Benicasim (por Las Villas) | Plaza borull       | Avenida castellon  | lunes a viernes (invierno): 6:15, 7:00 a 21:00, 21:45 y 22:30 sábados, domingos y festivos (invierno): 6:30, 7:15, 8:00, 8:45, 9:30, 10:15, 11:00, 11:30, 12:00, 13:00, 13:30, 14:00, 14:45, 15:30, 16:15, 17:00, 17:30, 18:00, 18:30, 19:00, 19:30, 20:00, 20:45, 21:30 y 22:30 todos los días (junio y septiembre): 6:20 a 21:40, y 22:30 lunes a viernes (julio y agosto): 6:15, 6:45 a 22:00, y 22:30 sábados, domingos y festivos (julio y agosto): 6:20 a 21:40, y 22:30 | 30 min (7:00 a 21:00) único 30 min (6:20 a 21:40) 15 min (6:45 a 22:00) 20 min (6:20 a 21:40) |
| Castellón - Benicasim (por Las Villas) | -                  | -                  | - | -                                                                                             |

## Bicicas

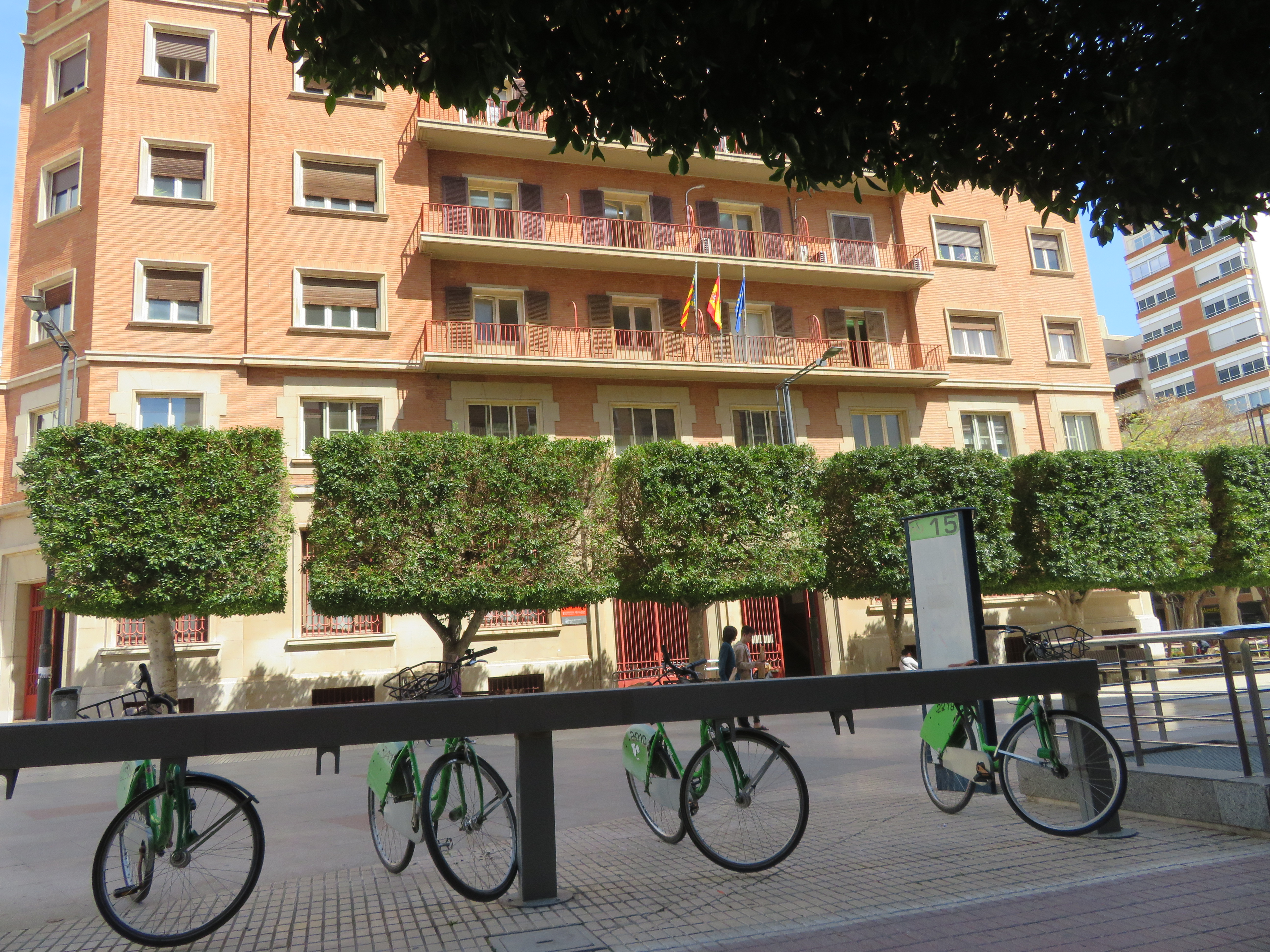
Bicicas, plan de Movilidad Urbana Sostenible de la ciudad de Castellón de la Plana. Movilidad urbana sostenible, bicicletas de la Plaza Huerto Sogueros

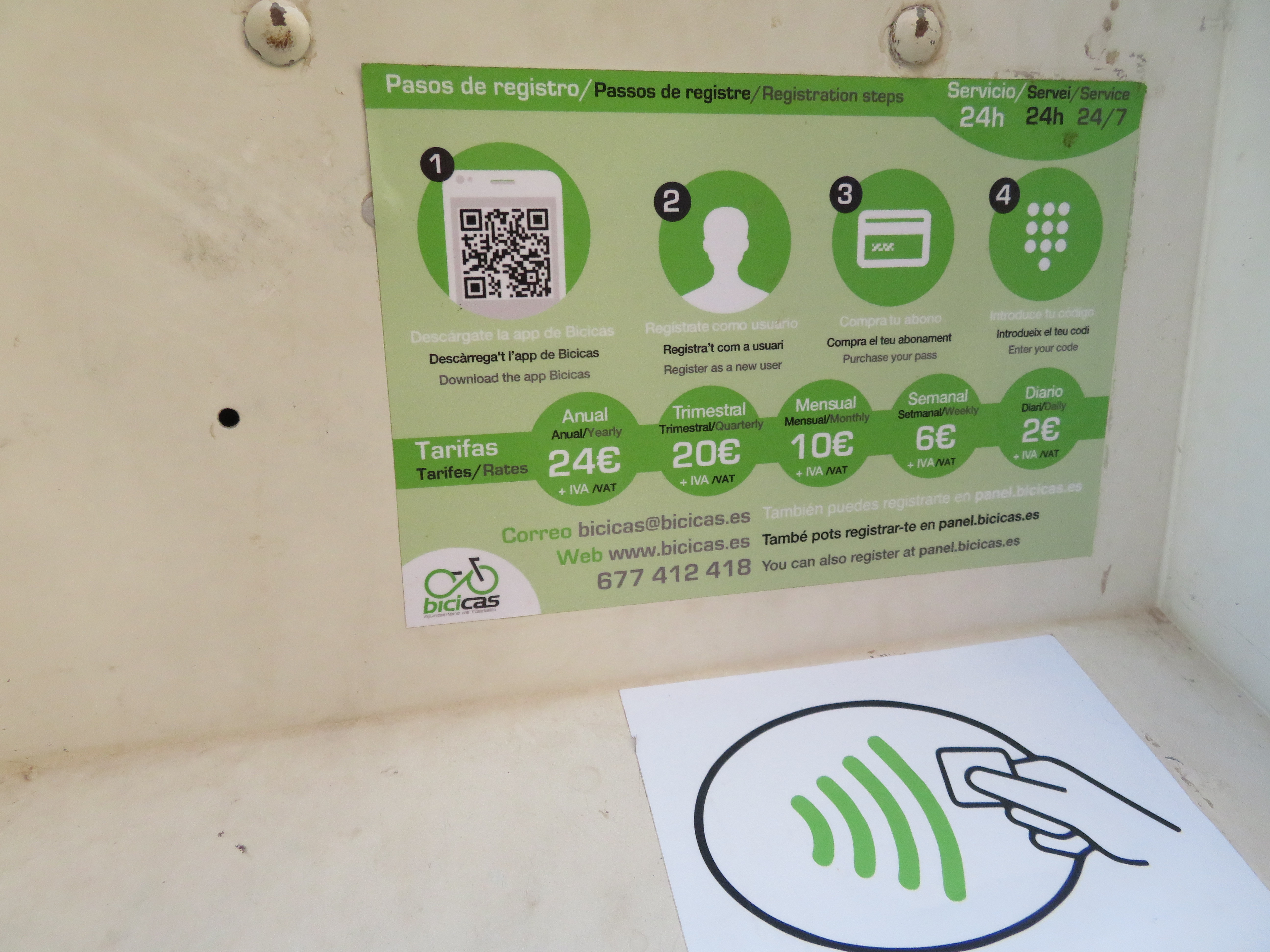
Panel de alquiler de bicicletas públicas Bicicas

El Bicicas es un nuevo servicio de alquiler de bicicletas que ha puesto a disposición el Ayuntamiento de Castellón para desplazarse por la ciudad y evitar así las congestiones de tráfico.
Existen 44 puntos de recogida:
| - Universidad Jaime I. - Estación de Ferrocarril y autobuses. - Ayuntamiento. Plaza de la Pescadería. - Tenencia de Alcaldía del Grao. Paseo Buenavista, 28. - Hospital General. Avda. Benicasim, 29. - Tenencia de Alcaldía Sur. Plaza de la Libertad. - Plaza Teodoro Izquierdo. - Tenencia de Alcaldía Norte. Plaza Primer Molí. - Patronato de Deportes. Calle Columbretes, 22. - Plaza Doctor Marañón. - Plaza Juez Borrull. - Escuela Oficial de Idiomas. - Tenencia de Alcaldía Oeste. Pza. España, 1 - Plaza Maestrazgo. - Plaza Huerto Sogueros. - Hospital Provincial. - Plaza del Real. - Museo de Bellas Artes. - Planetario. Paseo Marítimo, s/n. - Plaza Muralla Liberal. - Piscina Municipal (Cuadra Salera) - Pabellón Polideportivo "Ciutat de Castelló". - Paseo de la Universidad. - Avda. Alcora, 89. - Plaza Donoso Cortés. - Calle Río Adra, 2. - Plaza Botánico Calduch. - Parque Geólogo José Royo. - Plaza Fernando Herrero Tejedor. - Calle dels Ginjols. - Parque del Pinar (Golf). Av. Ferrandis Salvador, 133. - Avda. Sos Baynat. Paseo Universidad, 45. - Avda. Rey D. Jaime, 27. - Paseo Río Nilo. - Auditorio. - Plaza Cardona Vives. - Paseo Morella. - Parque del Oeste. - Avenida del Mar. - Plaza La Paz. - Avenida Vall de Uxó. - Calle Fernando el Católico (centro de salud) - Calle San Roque - Gran Vía Tárrega Monteblanco - UJI - ESCTE - UJI - FCJE - Plaza Clavé - Casal Jove - Avda. Valencia (Grupo Lidón) |